# Jerzy Adamski
Pour les articles homonymes, voir Adamski.
Jerzy Adamski est un boxeur polonais né à Sierpc le 14 mars 1937 et mort à Bydgoszcz le 6 décembre 2002.

## Carrière
Médaillé d'argent aux Jeux olympiques de Rome en 1960 dans la catégorie poids plumes, sa carrière amateur est également marquée par un titre européen à Lucerne en 1959 et une médaille de bronze à Moscou en 1963.

### Jeux olympiques
- Médaille d'argent en -57 kg aux Jeux de 1960 à Rome.

### Championnats d'Europe de boxe amateur
- Médaille de bronze en -57 kg en 1963 à Moscou, URSS
- Médaille d'or en -57 kg en 1959 à Lucerne, Suisse

### Championnats de Pologne
- Champion national en poids coqs en 1956, puis en poids plumes de 1959 à 1962, et 1964 (soit à 6 reprises).

## Référence
1. ↑  (en) Résultats des Jeux olympiques 1960 (amateur-boxing.strefa.pl)